# Paul Magnier
Paul Magnier (Laredo, Estados Unidos, 14 de abril de 2004) es un deportista francés que compite en ciclismo en la modalidad de ruta. Ganó una medalla de bronce en el Campeonato Europeo de Ciclismo en Ruta de 2023, en la prueba de ruta sub-23.

## Medallero internacional
| Campeonato Europeo | Campeonato Europeo     | Campeonato Europeo | Campeonato Europeo |
| Año                | Lugar                  | Medalla            | Competición        |
| ------------------ | ---------------------- | ------------------ | ------------------ |
| 2023               | Drenthe (Países Bajos) | Medalla de bronce  | Ruta sub-23        |

## Palmarés
2023
- 3.º en el Campeonato Europeo en Ruta sub-23

2024
- Trofeo Ses Salines-Felanitx
- 1 etapa del Tour de Omán
- 1 etapa de la Carrera de la Paz sub-23
- 2 etapas del Giro de Italia Next Gen
- 3 etapas de la Vuelta a Gran Bretaña

2025
- 1 etapa de la Estrella de Bessèges
- Flecha de Heist
- Dwars door het Hageland
- Elfstedenronde
- 1 etapa del Tour de Polonia

## Resultados en Grandes Vueltas
| Carrera | Carrera         | 2023 | 2024 | 2025 |
| ------- | --------------- | ---- | ---- | ---- |
|         | Giro de Italia  | —    | —    | Ab.  |
|         | Tour de Francia | —    | —    | —    |
|         | Vuelta a España | —    | —    | —    |

―: no participa
Ab.: abandono